# Asik Kerib - Storia di un ashug innamorato
Asik Kerib - Storia di un ashug innamorato (Ashug-Karibi) è un film del 1988 diretto da Dodo Abašidze e Sergej Iosifovič Paradžanov basato sul racconto Ašik-Kerib di Michail Jur'evič Lermontov.